# Resurrection (album de Twista)
Pour les articles homonymes, voir Résurrection (homonymie).
Albums de Twista
Runnin' Off at Da Mouth
(1992) Adrenaline Rush
(1997)
Resurrection est le deuxième album studio de Twista (sous le nom de Tung Twista), sorti le 18 octobre 1994.

## Liste des titres
| No  | Titre                                                     | Durée |
| --- | --------------------------------------------------------- | ----- |
| 1.  | Da Resurrection                                           | 2:11  |
| 2.  | Suicide (Remix)                                           | 4:28  |
| 3.  | Anomosity Kills                                           | 4:23  |
| 4.  | Street Paranoia                                           | 4:22  |
| 5.  | React With a Mic (featuring Dres)                         | 4:26  |
| 6.  | Scat Like Dat                                             | 3:33  |
| 7.  | Return                                                    | 4:18  |
| 8.  | Dirt on the Down Low                                      | 4:10  |
| 9.  | Shadow Boxin                                              | 4:12  |
| 10. | All About the Papes                                       | 4:13  |
| 11. | One Shot One Kill (featuring B-Hype et Speedknot Mobstaz) | 6:34  |
| 12. | Suicide (Original)                                        | 4:19  |